# Кубок Англії з футболу 1937—1938
Кубок Англії з футболу 1937—1938 — 63-й розіграш найстарішого футбольного турніру у світі, Кубка виклику Футбольної Асоціації, також відомого як Кубок Англії. Вдруге титул здобув Престон Норт-Енд.

## Перший раунд
| Дата                      | Господарі                  | Рахунок | Гості                       |
| ------------------------- | -------------------------- | ------- | --------------------------- |
| 27 листопада              | Дарлінгтон                 | 0:2     | Скарборо                    |
| 27 листопада              | Борнмут енд Боском Атлетік | 0:0     | Дартфорд                    |
| 1 грудня Перегравання     | Дартфорд                   | 0:6     | Борнмут енд Боском Атлетік  |
| 27 листопада              | Барроу                     | 0:1     | Кру Александра              |
| 27 листопада              | Бристоль Сіті              | 3:0     | Енфілд                      |
| 27 листопада              | Рочдейл                    | 1:1     | Лінкольн Сіті               |
| 1 грудня Перегравання     | Лінкольн Сіті              | 2:0     | Рочдейл                     |
| 27 листопада              | Вотфорд                    | 3:0     | Челтнем Таун                |
| 27 листопада              | Волсолл                    | 4:0     | Ґейтсгед                    |
| 27 листопада              | Джиллінгем                 | 3:4     | Свіндон Таун                |
| 27 листопада              | Донкастер Роверз           | 7:0     | Блайт Спартанс              |
| 27 листопада              | Рексем                     | 2:1     | Олдем Атлетік               |
| 27 листопада              | Транмер Роверз             | 2:1     | Карлайл Юнайтед             |
| 27 листопада              | Веллінгтон Таун            | 1:2     | Менсфілд Таун               |
| 27 листопада              | Кіддермінстер Гарріерз     | 2:2     | Ньюпорт Каунті              |
| 2 грудня Перегравання     | Ньюпорт Каунті             | 4:1     | Кіддермінстер Гарріерз      |
| 27 листопада              | Аккрінгтон Стенлі          | 1:1     | Ланкастер Сіті              |
| 1 грудня Перегравання     | Ланкастер Сіті             | 1:1     | Аккрінгтон Стенлі           |
| 6 грудня Перегравання     | Аккрінгтон Стенлі          | 4:0     | Ланкастер Сіті              |
| 27 листопада              | Бристоль Роверз            | 1:8     | Квінз Парк Рейнджерс        |
| 27 листопада              | Нортгемптон Таун           | 1:2     | Кардіфф Сіті                |
| 27 листопада              | Кінгс-Лінн                 | 0:4     | Бромлі                      |
| 27 листопада              | Брайтон енд Гоув Альбіон   | 5:1     | Танбрідж Веллс Рейнджерс    |
| 27 листопада              | Галл Сіті                  | 4:0     | Сканторп-енд-Ліндсі Юнайтед |
| 27 листопада              | Крістал Пелес              | 2:2     | Кеттерінг Таун              |
| 2 грудня Перегравання     | Кеттерінг Таун             | 0:4     | Крістал Пелес               |
| 27 листопада              | Ексетер Сіті               | 1:0     | Фолкстоун                   |
| 27 листопада              | Гартлпул Юнайтед           | 3:1     | Саутпорт                    |
| 27 листопада              | Бертон Таун                | 1:1     | Ротергем Юнайтед            |
| 29 листопада Перегравання | Ротергем Юнайтед           | 3:0     | Бертон Таун                 |
| 27 листопада              | Порт Вейл                  | 1:1     | Гейнсборо Триніті           |
| 1 грудня Перегравання     | Гейнсборо Триніті          | 2:1     | Порт Вейл                   |
| 27 листопада              | Йовіл-енд-Петтерс Юнайтед  | 2:1     | Іпсвіч Таун                 |
| 27 листопада              | Далвіч Гамлет              | 1:2     | Олдершот                    |
| 27 листопада              | Волкер Селтік              | 1:1     | Бредфорд Сіті               |
| 1 грудня Перегравання     | Бредфорд Сіті              | 11:3    | Волкер Селтік               |
| 27 листопада              | Нью-Брайтон                | 5:0     | Воркінгтон                  |
| 27 листопада              | Торкі Юнайтед              | 1:2     | Клептон Орієнт              |
| 27 листопада              | Вестбері Юнайтед           | 1:3     | Волтемстоу Авеню            |
| 27 листопада              | Корінтіан                  | 0:2     | Саутенд Юнайтед             |
| 27 листопада              | Йорк Сіті                  | 1:1     | Галіфакс Таун               |
| 1 грудня Перегравання     | Галіфакс Таун              | 0:1     | Йорк Сіті                   |
| 27 листопада              | Гілфорд Сіті               | 1:0     | Редінг                      |
| 27 листопада              | Віган Атлетік              | 1:4     | Саут Ліверпуль              |

## Другий раунд
До другого раунду увійшли переможці першого раунду. 
| Дата                   | Господарі                 | Рахунок | Гості                      |
| ---------------------- | ------------------------- | ------- | -------------------------- |
| 11 грудня              | Вотфорд                   | 3:0     | Волсолл                    |
| 11 грудня              | Свіндон Таун              | 2:1     | Квінз Парк Рейнджерс       |
| 11 грудня              | Скарборо                  | 4:1     | Бромлі                     |
| 11 грудня              | Донкастер Роверз          | 4:0     | Гілфорд Сіті               |
| 11 грудня              | Рексем                    | 1:2     | Бредфорд Сіті              |
| 11 грудня              | Транмер Роверз            | 3:1     | Гартлпул Юнайтед           |
| 11 грудня              | Аккрінгтон Стенлі         | 0:1     | Крістал Пелес              |
| 11 грудня              | Саут Ліверпуль            | 1:1     | Брайтон енд Гоув Альбіон   |
| 15 грудня Перегравання | Брайтон енд Гоув Альбіон  | 6:0     | Саут Ліверпуль             |
| 11 грудня              | Клептон Орієнт            | 2:2     | Йорк Сіті                  |
| 15 грудня Перегравання | Йорк Сіті                 | 1:0     | Клептон Орієнт             |
| 11 грудня              | Ексетер Сіті              | 1:2     | Галл Сіті                  |
| 11 грудня              | Менсфілд Таун             | 2:1     | Лінкольн Сіті              |
| 11 грудня              | Кардіфф Сіті              | 1:1     | Бристоль Сіті              |
| 15 грудня Перегравання | Бристоль Сіті             | 0:2     | Кардіфф Сіті               |
| 11 грудня              | Ньюпорт Каунті            | 2:1     | Борнмут енд Боском Атлетік |
| 11 грудня              | Йовіл-енд-Петтерс Юнайтед | 2:1     | Гейнсборо Триніті          |
| 11 грудня              | Волтемстоу Авеню          | 0:1     | Саутенд Юнайтед            |
| 11 грудня              | Ротергем Юнайтед          | 1:3     | Олдершот                   |
| 15 грудня              | Кру Александра            | 2:2     | Нью-Брайтон                |
| 20 грудня Перегравання | Нью-Брайтон               | 4:1     | Кру Александра             |

## Третій раунд
| Дата                  | Господарі            | Рахунок | Гості                     |
| --------------------- | -------------------- | ------- | ------------------------- |
| 8 січня               | Бірмінгем Сіті       | 0:1     | Блекпул                   |
| 8 січня               | Бері                 | 2:0     | Брайтон енд Гоув Альбіон  |
| 8 січня               | Престон Норт-Енд     | 3:0     | Вест Гем Юнайтед          |
| 8 січня               | Ноттінгем Форест     | 3:1     | Саутгемптон               |
| 8 січня               | Шеффілд Венсдей      | 1:1     | Бернлі                    |
| 12 січня Перегравання | Бернлі               | 3:1     | Шеффілд Венсдей           |
| 8 січня               | Грімсбі Таун         | 1:1     | Свіндон Таун              |
| 12 січня Перегравання | Свіндон Таун         | 2:1     | Грімсбі Таун              |
| 8 січня               | Мідлсбро             | 2:0     | Стокпорт Каунті           |
| 8 січня               | Вест-Бромвіч Альбіон | 1:0     | Ньюкасл Юнайтед           |
| 8 січня               | Сандерленд           | 1:0     | Вотфорд                   |
| 8 січня               | Дербі Каунті         | 1:2     | Сток Сіті                 |
| 8 січня               | Скарборо             | 1:1     | Лутон Таун                |
| 12 січня Перегравання | Лутон Таун           | 5:1     | Скарборо                  |
| 8 січня               | Донкастер Роверз     | 0:2     | Шеффілд Юнайтед           |
| 8 січня               | Транмер Роверз       | 1:2     | Портсмут                  |
| 8 січня               | Тоттенгем Готспур    | 3:2     | Блекберн Роверз           |
| 8 січня               | Брентфорд            | 3:1     | Фулгем                    |
| 8 січня               | Манчестер Юнайтед    | 3:0     | Йовіл-енд-Петтерс Юнайтед |
| 8 січня               | Норвіч Сіті          | 2:3     | Астон Вілла               |
| 8 січня               | Бредфорд Сіті        | 1:1     | Честерфілд                |
| 12 січня Перегравання | Честерфілд           | 1:1     | Бредфорд Сіті             |
| 17 січня Перегравання | Бредфорд Сіті        | 0:2     | Честерфілд                |
| 8 січня               | Міллволл             | 2:2     | Манчестер Сіті            |
| 12 січня Перегравання | Манчестер Сіті       | 3:1     | Міллволл                  |
| 8 січня               | Крістал Пелес        | 0:0     | Ліверпуль                 |
| 12 січня Перегравання | Ліверпуль            | 3:1     | Крістал Пелес             |
| 8 січня               | Челсі                | 0:1     | Евертон                   |
| 8 січня               | Саутенд Юнайтед      | 2:2     | Барнслі                   |
| 11 січня Перегравання | Барнслі              | 2:1     | Саутенд Юнайтед           |
| 8 січня               | Бредфорд Парк-Авеню  | 7:4     | Ньюпорт Каунті            |
| 8 січня               | Гаддерсфілд Таун     | 3:1     | Галл Сіті                 |
| 8 січня               | Менсфілд Таун        | 1:2     | Лестер Сіті               |
| 8 січня               | Свонсі Сіті          | 0:4     | Вулвергемптон Вондерерз   |
| 8 січня               | Чарльтон Атлетік     | 5:0     | Кардіфф Сіті              |
| 8 січня               | Арсенал              | 3:1     | Болтон Вондерерз          |
| 8 січня               | Лідс Юнайтед         | 3:1     | Честер                    |
| 8 січня               | Нью-Брайтон          | 1:0     | Плімут Аргайл             |
| 8 січня               | Йорк Сіті            | 3:2     | Ковентрі Сіті             |
| 8 січня               | Олдершот             | 1:3     | Ноттс Каунті              |

## Четвертий раунд
У цьому раунді зіграли переможці попереднього етапу.
| Дата                  | Господарі               | Рахунок | Гості                |
| --------------------- | ----------------------- | ------- | -------------------- |
| 22 січня              | Честерфілд              | 3:2     | Бернлі               |
| 22 січня              | Престон Норт-Енд        | 2:0     | Лестер Сіті          |
| 22 січня              | Ноттінгем Форест        | 1:3     | Мідлсбро             |
| 22 січня              | Астон Вілла             | 4:0     | Блекпул              |
| 22 січня              | Вулвергемптон Вондерерз | 1:2     | Арсенал              |
| 22 січня              | Лутон Таун              | 2:1     | Свіндон Таун         |
| 22 січня              | Евертон                 | 0:1     | Сандерленд           |
| 22 січня              | Шеффілд Юнайтед         | 1:1     | Ліверпуль            |
| 26 січня Перегравання | Ліверпуль               | 1:0     | Шеффілд Юнайтед      |
| 22 січня              | Манчестер Сіті          | 3:1     | Бері                 |
| 22 січня              | Барнслі                 | 2:2     | Манчестер Юнайтед    |
| 26 січня Перегравання | Манчестер Юнайтед       | 1:0     | Барнслі              |
| 22 січня              | Брентфорд               | 2:1     | Портсмут             |
| 22 січня              | Бредфорд Парк-Авеню     | 1:1     | Сток Сіті            |
| 26 січня Перегравання | Сток Сіті               | 1:2     | Бредфорд Парк-Авеню  |
| 22 січня              | Гаддерсфілд Таун        | 1:0     | Ноттс Каунті         |
| 22 січня              | Чарльтон Атлетік        | 2:1     | Лідс Юнайтед         |
| 22 січня              | Нью-Брайтон             | 0:0     | Тоттенгем Готспур    |
| 26 січня Перегравання | Тоттенгем Готспур       | 5:2     | Нью-Брайтон          |
| 22 січня              | Йорк Сіті               | 3:2     | Вест-Бромвіч Альбіон |

## П'ятий раунд
На цьому етапі зіграли переможці попереднього раунду.
| Дата                   | Господарі         | Рахунок | Гості               |
| ---------------------- | ----------------- | ------- | ------------------- |
| 12 лютого              | Честерфілд        | 2:2     | Тоттенгем Готспур   |
| 16 лютого Перегравання | Тоттенгем Готспур | 2:1     | Честерфілд          |
| 12 лютого              | Ліверпуль         | 0:1     | Гаддерсфілд Таун    |
| 12 лютого              | Сандерленд        | 1:0     | Бредфорд Парк-Авеню |
| 12 лютого              | Лутон Таун        | 1:3     | Манчестер Сіті      |
| 12 лютого              | Брентфорд         | 1:0     | Манчестер Юнайтед   |
| 12 лютого              | Чарльтон Атлетік  | 1:1     | Астон Вілла         |
| 16 лютого Перегравання | Астон Вілла       | 2:2     | Чарльтон Атлетік    |
| 21 лютого Перегравання | Астон Вілла       | 4:1     | Чарльтон Атлетік    |
| 12 лютого              | Арсенал           | 0:1     | Престон Норт-Енд    |
| 12 лютого              | Йорк Сіті         | 1:0     | Мідлсбро            |

## Шостий раунд
На цьому етапі зіграли переможці попереднього раунду.
| Дата                   | Господарі         | Рахунок | Гості            |
| ---------------------- | ----------------- | ------- | ---------------- |
| 5 березня              | Йорк Сіті         | 0:0     | Гаддерсфілд Таун |
| 9 березня Перегравання | Гаддерсфілд Таун  | 2:1     | Йорк Сіті        |
| 5 березня              | Тоттенгем Готспур | 0:1     | Сандерленд       |
| 5 березня              | Астон Вілла       | 3:2     | Манчестер Сіті   |
| 5 березня              | Брентфорд         | 0:3     | Престон Норт-Енд |

## Півфінали
У півфіналах зіграли команди, що перемогли на попередньому етапі.
| Дата       | Господарі        | Рахунок | Гості       |
| ---------- | ---------------- | ------- | ----------- |
| 26 березня | Гаддерсфілд Таун | 3:1     | Сандерленд  |
| 26 березня | Престон Норт-Енд | 2:1     | Астон Вілла |

## Фінал
| 30 квітня 1938 |

| Престон Норт-Енд | 1:0 дч   | Гаддерсфілд Таун |
| ---------------- | -------- | ---------------- |
| Матч 119' (пен.) | Протокол |                  |

| Вемблі, Лондон Глядачів: 93 497 Арбітр: Джиммі Джевелл |